# Eugen Isele
Eugen Isele (* 21. Oktober 1902 in Schaffhausen; † 18. Juli 1992 in Freiburg) war ein Schweizer Rechtswissenschaftler.

## Leben
Der Sohn eines Müllers studierte Rechtswissenschaft an den Universitäten Freiburg, Paris und Bern. Er promovierte 1931 bei Ulrich Lampert. Von 1943 bis 1973 war er als dessen Nachfolger ordentlicher Professor für Kirchenrecht, Völkerrecht und Sozialversicherungsrecht an der Universität Freiburg.

## Werke (Auswahl)
- Die Säkularisation des Bistums Konstanz und die Reorganisation des Bistums Basel dargestellt mit besonderer Berücksichtigung der Entstehung und Rechtsnatur des Diözesanfonds. Basel; Freiburg: Hess 1934. (Freiburger Veröffentlichungen aus dem Gebiete von Kirche und Staat; 3).
- Festschrift zum 100 jährigen Bestehen der katholischen Genossenschaft Schaffhausen, 1841-1941. Hrsg. von der katholischen Genossenschaft Schaffhausen. Schaffhausen: Bolli & Böcherer 1941.
- Das Freiburger Münster St. Nikolaus und seine Baulast. Rechtsgeschichte einer Kirche. Freiburg / Schweiz: Universitätsverlag 1955. (Freiburger Veröffentlichungen aus dem Gebiete von Kirche und Staat; 10).
- Kloster und Pfarrei Einsiedeln. Rechtsgutachten. Einsiedeln: Kloster ca. 1970.
- Staat und Kirche im Kt. Wallis: Rechtsgutachten. Freiburg / Schweiz: E. Isele 1973.
- zusammen mit anderen: Kirche – Staat im Wandel. Eine Dokumentation. Bern: Arbeitsgemeinschaft christlicher Kirchen der Schweiz 1974.
- Das schweizerische Staatskirchenrecht und der Entwurf zu einem neuen Codex iuris canonici: Exposé. Freiburg / Schweiz: E. Isele 1981.